# Stevie Young
Stevie Young, né le 11 décembre 1956 à Glasgow, Écosse, est un guitariste australien, neveu des guitaristes Malcolm et Angus Young. Il est le fils de leur frère aîné Steven (né en 1933 et mort en 1989), et a émigré en Australie avec le reste de la famille Young en 1963,. Stevie rejoint le groupe AC/DC à deux reprises : en 1988, lors d'une tournée durant laquelle son oncle Malcolm Young combattait une dépendance à l'alcool, et en 2014 où il prend désormais la place de son oncle.

## Biographie

### Carrière solo
Membre de plusieurs groupes nommés The Stabbers, Prowler et Tantrum, formés dans la ville de Hawick, aux abords de l'Écosse pendant les années 1970, Young compose deux albums dans les années 1980 pour Starfighters, formé en 1980. Starfighters est choisi pour participer à la tournée britannique Back in Black du groupe AC/DC en 1980,. Starfighters se sépare en 1983 avant de se recomposer en 1987. Voyant que cette recomposition ne marcherait pas, Stevie Young forme Little Big Horn, dont la première démo est produite par Malcolm Young. Ils se séparent car impossible de trouver un label. Stevie forme ensuite Up Rising, un groupe qui finira également par se séparer. Le groupe Starfighters est également cité dans l'ouvrage intitulé Get Your Jumbo Jet Out of My Airport (Random Notes for AC/DC Obsessives).
En 2009, Young devient membre du groupe Hellsarockin, originaire de Birmingham. En avril 2014, Stevie et Pat Hambly, de Starfighters, jouent en tant que trio de blues avec le chanteur Martin Wood dans un groupe appelé Blue Murda.

### Carrière avec AC/DC
Le lien avec AC/DC remonte aux années 1970 tandis que Stevie, Angus et Malcolm jouaient ensemble de la guitare, pendant qu'ils grandissaient à Sydney, en Australie. Pendant la tournée américaine Blow Up Your Video de 1988, Stevie remplace Malcolm à la guitare rythmique, pendant que Malcolm était en cure de désintoxication à cause de problèmes liés à l'alcool. De nombreux fans n'avaient pas remarqué ce changement, du fait que Stevie lui ressemblait physiquement.
Entre mai et juin 2014, Stevie est photographié à de nombreuses occasions aux côtés d'Angus Young aux Warehouse Studios dans lesquels AC/DC enregistrent leur prochain album. Il remplace de manière permanente son oncle Malcolm Young à la guitare rythmique, ce dernier ne faisant plus partie du groupe, étant incapable de jouer de la guitare à cause de sa maladie. Malcolm meurt le 18 novembre 2017.
Stevie Young a participé à l'enregistrement du nouvel album d'AC/DC Rock or Bust. Désormais membre à part entière du groupe, il apparait sur les photos promotionnelles officielles du groupe à l'automne 2014 et participe au Rock or Bust World Tour.

## Discographie
- 1981 : Starfighters (Jive Records)
- 1983 : In-Flight Movie (Jive Records)
- 2014 : Rock or Bust (AC/DC)
- 2020 : Power Up (AC/DC)